# ハリー・ポッターと不死鳥の騎士団 (映画)
『ハリー・ポッターと不死鳥の騎士団』（Harry Potter and the Order of the Phoenix）は、J・K・ローリングの2003年の同名小説を原作とする、監督デヴィッド・イェーツ、脚本マイケル・ゴールデンバーグによる、2007年のファンタジー映画である。この作品は『ハリー・ポッターと炎のゴブレット』（2005年）の続編で、ハリー・ポッター映画シリーズの第5作である。この映画ではダニエル・ラドクリフがハリー・ポッター役で主演し、ルパート・グリントとエマ・ワトソンがそれぞれハリーの親友ロン・ウィーズリーとハーマイオニー・グレンジャー役を演じた。物語は、魔法省がヴォルデモート卿の復活を否定する中、ホグワーツ魔法魔術学校でのハリーの5年目を描く。
日本では2007年7月20日に公開された。
ワールド・プレミアおよび世界最速上映は6月28日に東京・六本木ヒルズ内にて行なわれ、それに際して、ダニエル・ラドクリフが2度目の訪日をした。一部のシーン（約20分間）を3次元映像化したIMAX 3D版も制作された。
原作の長さはシリーズ最長だが、サブストーリーが極端に削り落とされたため、映画の長さ自体は短い（上映時間の最長は『秘密の部屋』の161分、最短は『死の秘宝 PART2』の130分）。

## スタッフ
- 監督：デヴィッド・イェーツ
- 製作：デヴィッド・バロン、デヴィッド・ハイマン
- 製作総指揮：ライオネル・ウィグラム
- 原作：J・K・ローリング 『ハリー・ポッターと不死鳥の騎士団』（静山社刊）
- 脚本：マイケル・ゴールデンバーグ
- 撮影：スワヴォミール・イジャック
- 視覚効果スーパーバイザー：ティム・バーク（英語版）
- プロダクションデザイン：スチュアート・クレイグ
- 衣装デザイン：ジェイニー・ティーマイム
- 編集：マーク・デイ
- 音楽：ニコラス・フーパー
- メインテーマ：ジョン・ウィリアムズ

## キャスト
| 役名                                   | 役名                                   | 俳優                                    | 日本語吹替え |
| -------------------------------------- | -------------------------------------- | --------------------------------------- | ------------ |
| ハリー・ポッター                       | ハリー・ポッター                       | ダニエル・ラドクリフ                    | 小野賢章     |
| ロン・ウィーズリー                     | ロン・ウィーズリー                     | ルパート・グリント                      | 常盤祐貴     |
| ハーマイオニー・グレンジャー           | ハーマイオニー・グレンジャー           | エマ・ワトソン                          | 須藤祐実     |
| アルバス・ダンブルドア                 | アルバス・ダンブルドア                 | マイケル・ガンボン                      | 永井一郎     |
| ミネルバ・マクゴナガル                 | ミネルバ・マクゴナガル                 | マギー・スミス                          | 谷育子       |
| セブルス・スネイプ                     |                                        | アラン・リックマン                      | 土師孝也     |
| セブルス・スネイプ                     | 学生時                                 | アレック・ホプキンス                    |              |
| ドローレス・アンブリッジ               | ドローレス・アンブリッジ               | イメルダ・スタウントン                  | 小宮和枝     |
| シリウス・ブラック                     |                                        | ゲイリー・オールドマン                  | 辻親八       |
| シリウス・ブラック                     | 学生時                                 | ジェームズ・ウォルターズ                |              |
| リーマス・ルーピン                     |                                        | デヴィッド・シューリス                  | 郷田ほづみ   |
| リーマス・ルーピン                     | 学生時                                 | ジェームズ・ウテツィン                  |              |
| アラスター・ムーディ                   | アラスター・ムーディ                   | ブレンダン・グリーソン                  | 小林修       |
| ルビウス・ハグリッド                   | ルビウス・ハグリッド                   | ロビー・コルトレーン                    | 斎藤志郎     |
| シビル・トレローニー                   | シビル・トレローニー                   | エマ・トンプソン                        | 幸田直子     |
| フィリウス・フリットウィック           | フィリウス・フリットウィック           | ワーウィック・デイヴィス                | 田村錦人     |
| ウィルヘルミーナ・グラブリー＝プランク | ウィルヘルミーナ・グラブリー＝プランク | アップルブルック                        |              |
| アーガス・フィルチ                     | アーガス・フィルチ                     | デイビッド・ブラッドリー                |              |
| ルーナ・ラブグッド                     | ルーナ・ラブグッド                     | イヴァナ・リンチ                        | 三村ゆうな   |
| チョウ・チャン                         | チョウ・チャン                         | ケイティ・リューング                    | 川庄美雪     |
| ネビル・ロングボトム                   | ネビル・ロングボトム                   | マシュー・ルイス                        | 上野容       |
| ジニー・ウィーズリー                   | ジニー・ウィーズリー                   | ボニー・ライト                          | 高野朱華     |
| フレッド・ウィーズリー                 | フレッド・ウィーズリー                 | ジェームズ・フェルプス                  | 尾崎光洋     |
| ジョージ・ウィーズリー                 | ジョージ・ウィーズリー                 | オリバー・フェルプス                    | 尾崎光洋     |
| ニンファドーラ・トンクス               | ニンファドーラ・トンクス               | ナタリア・テナ                          | 日野未歩     |
| キングズリー・シャックルボルト         | キングズリー・シャックルボルト         | ジョージ・ハリス                        | 立川三貴     |
| モリー・ウィーズリー                   | モリー・ウィーズリー                   | ジュリー・ウォルターズ                  | 一龍斎貞友   |
| アーサー・ウィーズリー                 | アーサー・ウィーズリー                 | マーク・ウィリアムズ                    | 梅津秀行     |
| ベラトリックス・レストレンジ           | ベラトリックス・レストレンジ           | ヘレナ・ボナム＝カーター                | 高乃麗       |
| ルシウス・マルフォイ                   | ルシウス・マルフォイ                   | ジェイソン・アイザックス                | 諸角憲一     |
| ドラコ・マルフォイ                     | ドラコ・マルフォイ                     | トム・フェルトン                        | 三枝享祐     |
| コーネリウス・ファッジ                 | コーネリウス・ファッジ                 | ロバート・ハーディ                      | 篠原大作     |
| バーノン・ダーズリー                   | バーノン・ダーズリー                   | リチャード・グリフィス                  | 楠見尚己     |
| ペチュニア・ダーズリー                 | ペチュニア・ダーズリー                 | フィオナ・ショウ                        | さとうあい   |
| ダドリー・ダーズリー                   | ダドリー・ダーズリー                   | ハリー・メリング                        | 忍足航己     |
| シェーマス・フィネガン                 | シェーマス・フィネガン                 | デヴォン・マーレイ                      | 渡辺悠       |
| ディーン・トーマス                     | ディーン・トーマス                     | アルフレッド・イーノック                | 山本隆平     |
| パーバティ・パチル                     | パーバティ・パチル                     | シェファーリ・チョウドリー              | 沢城みゆき   |
| パドマ・パチル                         | パドマ・パチル                         | アフシャン・アザド                      | 斎藤千和     |
| ナイジェル・ウォルバート               | ナイジェル・ウォルバート               | ウィリアム・メリング                    | 海鋒拓也     |
| ビンセント・クラッブ                   | ビンセント・クラッブ                   | ジェイミー・ウェイレット                | 忍足航己     |
| グレゴリー・ゴイル                     | グレゴリー・ゴイル                     | ジョシュア・ハードマン                  | 海宝直人     |
| クリーチャーの声                       | クリーチャーの声                       | ティモシー・ベイトソン                  | 柴田秀勝     |
| アラベラ・フィッグ                     | アラベラ・フィッグ                     | キャスリン・ハンター                    | 京田尚子     |
| アメリア・ボーンズ                     | アメリア・ボーンズ                     | シアン・トーマス                        | 一柳みる     |
| パーシー・ウィーズリー                 | パーシー・ウィーズリー                 | クリス・ランキン                        |              |
| ドーリッシュ                           | ドーリッシュ                           | リチャード・リーフ                      |              |
| マファルダ・ホップカークの声           | マファルダ・ホップカークの声           | ジェシカ・スティーブンソン              | 堀越真己     |
| グロウプ                               | グロウプ                               | トニー・モーズレー                      |              |
| マゴリアン                             | マゴリアン                             | マイケル・ウィルドマン                  |              |
| ベイン                                 | ベイン                                 | ジェイソン・パイパー                    |              |
| アントニン・ドロホフ                   | アントニン・ドロホフ                   | アーベン・バジラクタラジ                |              |
| ワルデン・マクネア                     | ワルデン・マクネア                     | ピーター・ベスト                        |              |
| トラバース                             | トラバース                             | Tav MacDougall                          |              |
| オーガスタス・ルックウッド             | オーガスタス・ルックウッド             | ガンディー・エバンズ                    |              |
| エルファイアス・ドージ                 | エルファイアス・ドージ                 | ピーター・カートライト                  |              |
| エメリーン・バンス                     | エメリーン・バンス                     | ブリジット・ミラー                      |              |
| アバーフォース・ダンブルドア           | アバーフォース・ダンブルドア           | ジム・マクマナス                        | 石住昭彦     |
| パンジー・パーキンソン                 | パンジー・パーキンソン                 | ローレン・ショットン                    |              |
| フィニアス・ナイジェラス・ブラック     | フィニアス・ナイジェラス・ブラック     | ジョン・アッタベリー                    |              |
| エバラード                             | エバラード                             | サム・ビーズリー                        |              |
| フランク・ロングボトム                 | フランク・ロングボトム                 | ジェームズ・ペイトン                    |              |
| アリス・ロングボトム                   | アリス・ロングボトム                   | リサ・ウッド                            |              |
| ピアーズ・ポルキス                     | ピアーズ・ポルキス                     | ジェーソン・ボイド                      |              |
| マルコム                               | マルコム                               | リチャード・マックリン                  |              |
| テレビの天気予報士                     | テレビの天気予報士                     | マイルズ・ジャップ                      |              |
| セドリック・ディゴリー（回想）         | セドリック・ディゴリー（回想）         | ロバート・パティンソン                  |              |
| ザカリアス・スミス                     | ザカリアス・スミス                     | ニック・シム （ノンクレジット）         |              |
| ゴブリン                               | ゴブリン                               | ラスティ・ゴフ （ノンクレジット）       | 浦山迅       |
| ジェームズ・ポッター                   | 写真                                   | エイドリアン・ローリンズ                |              |
| ジェームズ・ポッター                   | 学生時                                 | ロビー・ジャーヴィス                    | 大原崇       |
| リリー・ポッター                       | 写真                                   | ジェラルディン・ソマーヴィル            |              |
| リリー・ポッター                       | 学生時                                 | スージー・シンナー                      |              |
| ピーター・ペティグリュー               | 写真                                   | ティモシー・スポール （ノンクレジット） |              |
| ピーター・ペティグリュー               | 学生時                                 | チャールズ・ヒューズ                    |              |
| ヴォルデモート                         | ヴォルデモート                         | レイフ・ファインズ                      | 江原正士     |

- その他声の出演：梯篤司、小泉修平
- 日本語版制作スタッフ
  - 演出：木村絵理子／三好慶一郎、翻訳：岸田恵子、翻訳監修：松岡佑子
  - 録音・調整：金谷和美／高久孝雄、制作担当：筋野茂樹／直原涼子（東北新社）
  - 日本語版制作：東北新社

## 原作本との違い
イギリス版で766ページ、アメリカ版では870ページと、『不死鳥の騎士団』は『ハリー・ポッター』シリーズの中で最も長い本だが、映画は2番目に短いものとなっている。脚本を担当したマイケル・ゴールデンバーグは、小説を切り詰める彼の作業は「物語を伝えるために最善の方法」を探すことであり「私の仕事は文字に忠実であり続けることよりも、原作の精神に忠実であり続けることでした」と述べた。ゴールデンバーグは、ローリングが自分、プロデューサー、および監督のイェーツに「彼女はただ素晴らしい映画を見たかっただけで、原作を彼女が好きな映画にするために私たちが必要だと思うことは何でも自由にしていいと言ってくれた」という。映画の時間に合わせて原作を切り詰めることは、「脚本の構成の本質がハリーの心の旅を語ることだとわかったとき、より明確になった」とゴールデンバーグは説明する。彼とイェーツは「そこにできる限りのものを盛り込む機会をうかがっていました。そして、それができない場合は、原作へのオマージュとして、背景のどこかに登場させたり、画面の外で起こっているように感じさせたりしました。」という。
ゴールデンバーグが「嫌々」ながらカットしなければならなかったものに、魔法ワールドのスポーツであるクィディッチがないことである。「この本で作られた映画は、誰が作っても、クィディッチのサブプロットが含まれていたら、それ以下の映画になるのが真実でしょう」と彼は言った。原作では、ロンはクィディッチ・チームに挑戦することで人として成長していく。「ハリーと同じようにロンが困難に立ち向かい真価を発揮していく姿を、私たちは他の方法でできる限り映画に取り込みました。ですから、話の詳細は分からなくても、少なくともその精神は映画の中にあるように感じられるのです。」この変更は「クィディッチをかなり楽しみにしていた」俳優ルパート・グリントを落胆させた。
この本の重要な場面で、ハリーは、自分の父が学生時代にスネイプに屈辱を与え、自分の母がスネイプをかばったあとスネイプが母を侮辱した記憶を見る。映画では、ゴールデンバーグの言葉を借りれば、それは「アイデア」と略されている。「自分の両親が普通の、欠点のある人間であることに気づく象徴的な瞬間です。(…) いろいろなものが削られましたが、その本質は残しました。そして、それが本当に成長物語になったのです。」若き日のリリー・ポッターはまったく登場しなかったが、宣伝用の写真には無名のティーンエイジャー、Susie Shinnerがその役で映っている。
ハリーと友人たちが同級生のネビル・ロングボトムに出くわし、ネビルの両親がベラトリックス・レストレンジから拷問を受けて精神異常をきたしたことを知った、聖マンゴ魔法疾患傷害病院の場面は、新しいセットを作る必要があったためカットされた。この場面の出来事の主な目的は、ダンブルドア軍団の授業のあとの「必要の部屋」に移された。また、映画のヤマ場を速めるため、ハリーとヴォルデモートの戦いに至るまでの魔法省のいくつかの出来事が「脳の間」も含めて削除された。ウィーズリー夫人がグリモールド・プレイスでまね妖怪と遭遇し、ロン、ハーマイオニー、およびマルフォイが監督生になり、マンダンガス・フレッチャーが登場、そして占いを教えるフィレンツェと続いた。
屋敷しもべ妖精であるクリーチャーは、ローリングの要請で脚本に組み込まれた登場人物で、映画より原作本の中で大きな役割を担っている。小説では、不死鳥の騎士団が捨てたブラック家の道具をクリーチャーが保存しているのが見られ、その中には第7巻で最後に非常に重要になるロケットも含まれている。「私たちの話でそれを取り上げるのはちょっと難しいことでした。というのも、それはずっと後のためのものだからです。」とイェーツは述べた。「私たちはあとからそれを取り入れることも多分できると考えて、そのような方法を取りました。」クリーチャーは残ったが、ドビーが登場する場面はすべてカットされ、彼の重要な行動は他の登場人物に与えられた。
『炎のゴブレット』でミランダ・リチャードソンが演じたジャーナリストのリータ・スキーターも削られた。原作では、ハーマイオニーが彼女を脅して、ほかの魔法ワールドがハリーの主張を否定する中、ハリーを支持する記事を書かせる。リチャードソンは、「この本が映像化されることはないでしょう、完全には。(…) 本からある面を取り出して、商業的に成立しそうで、人々が見たいと思うようなものを作るでしょう」と述べた。

## 制作

### 進展
『ハリー・ポッターと炎のゴブレット』のマイク・ニューウェル監督、ジャン＝ピエール・ジュネ、ギレルモ・デル・トロ、マシュー・ヴォーンおよびミーラー・ナーイルが要請を断り、イギリスのテレビ監督であるデヴィッド・イェーツが本作の監督に選ばれた。イェーツは、「ステート・オブ・プレイ〜陰謀の構図〜」「セックス・トラフィック」および「The Girl in the Café」で示されたように、彼がこれまでに手掛けたいくつかのテレビドラマ作品であった「政治的な背景」のある「エッジの効いた感情的な」映画を担当するのに自分は相応しいと、スタジオに見込まれたから打診されたと考えた。プロデューサーのデヴィッド・ハイマンは、本作の政治的テーマに関するイェーツの意見を支持し、「『不死鳥の騎士団』は政治映画（political film）ですが、大文字のP（Political）ではなく、ティーンの反抗と権力の乱用に関する映画です。デヴィッド(・イェーツ)は政治に関する作品を重苦しくならずにイギリスで作ってきました」と述べた。本作の政治的・社会的側面について、エマ・ワトソンは「7月7日のあとの生活とか、恐怖を感じたときの人々の行動や、真実はよく否定されるということとか、私たちの社会が直面しなければならないすべてのことについてどういうわけか語っています。権威が腐敗しているという事実に直面することは、現実や権力に対して規範に従わない人のやり方をするということです」と述べた。
第1作から第4作の「ポッター」映画の脚本を担当したスティーヴ・クローヴスは、ほかの仕事があった。そこでシリーズ第1作を執筆すると考えられていたマイケル・ゴールデンバーグが、代わりを務め脚本を書いた。後に、クローヴスはこのシリーズの残りの全作品を執筆するため復帰した。
編集はマーク・デイ、撮影はスワヴォミール・イジャック、衣装はジェイニー・ティーマイムが担当した。振付師のポール・ハリスは、以前に何度かデヴィッド・イェーツと仕事をしており、杖で戦う場面の振付けのために、杖の戦闘のためのボディ・ランゲージを作り上げた。

### 配役の決定
早くも2005年5月にはキャスティングが開始され、ラドクリフがハリー役の再演を発表した。『炎のゴブレット』公開時のマスコミの報道合戦の中で、グリント、ワトソン、ルイス、ライト、リューング、ファインズなど、シリーズへ復帰する主な俳優のほとんどがそれを発表した。
シリーズへのその他の新しい登場人物の配役の発表は、2006年にまで及んだ。イヴァナ・リンチは、1マイルにも伸びた希望に満ちた人の列で待ち、公募オーディションに参加した1万5千人以上の少女たちの中からルーナ・ラブグッド役を勝ち取った。シアーシャ・ローナンもその役でオーディションを受けたが、若すぎると判断された。
エリザベス・ハーレイをベラトリックス・レストレンジ役に結びつける噂は絶えなかったが、ワーナー・ブラザースは彼女がその役に選ばれたという報道に対して「まったく真実ではない」と断言した。早くも2005年8月には、ヘレン・マックロリーがこの役になるという噂が流れ始めた。2006年2月2日、マックロリーが本当にベラトリックス役に決まったと発表された。しかし、2006年4月に彼女は妊娠3カ月であることを明かし、2006年9月と10月に行われる魔法省での激しい戦闘場面の連続を演じることができなくなるため、本作への出演を辞退した。2006年5月25日、ヘレナ・ボナム＝カーターがこの役に配役変更されたことが発表された。その後、マックロリーは『ハリー・ポッターと謎のプリンス』以降、ナルシッサ・マルフォイ役に選ばれた。
一部の登場人物が1つにまとめられたり消されたことで、この映画のわずか10日後に発売されたシリーズ最終巻での登場人物の重要性について、ファンの憶測が飛び交った。2006年4月、ジム・マクマナスの代理人は、アルバスの弟で、ハリーと友人たちがダンブルドア軍団を設立したホッグズ・ヘッドのバーテンダーである、アバーフォース・ダンブルドアを演じると述べた。1週間後、ワーナー・ブラザースはこの役が「非常にマイナー」であると発表し、最終作以前は台詞さえなかったこの役の重要性についての憶測を和らげた。MTVは2006年10月、第2作『秘密の部屋』と第5作に登場した屋敷しもべ妖精のドビーがカットされると報じ、妖精の役割をどのように埋めるかについて「筋書きの疑問」を投げかけた。MTVはまた、最終巻発売の約1カ月前に、ブラック家の屋敷しもべ妖精であるクリーチャーが脚本の草稿の1つで映画からカットされたことを報じた。ローリングは映画製作者に彼を登場させるよう促し、「あのね、私だったら、（彼をカット）しないわね。あなたはできるけど、あなたが7作目を作ることになったら、困ったことになるわよ」といい、クリーチャーは再び脚本に書き加えられた。
その他の脇役は、その後の脚本の草稿でカットされた。『炎のゴブレット』のUSプレミアで、シリーズプロデューサーのデヴィッド・ハイマンは、『ハリー・ポッターと秘密の部屋』でケネス・ブラナーが演じた元ホグワーツ教授のギルデロイ・ロックハートが『不死鳥』の脚本の初稿に登場していると述べた。ブラナーもロックハートも最終版には登場しない。ティアナ・ベンジャミンは、グリフィンドール・クィディッチチームのキャプテン、アンジェリーナ・ジョンソン役で映画に復帰を予定していたが、『イーストエンダーズ』のチェルシー・フォックス役で出演するという契約のため、辞退せざるを得なかった。アンジェリーナ・ジョンソンとクィディッチのサブプロット全体が、最終的に映画から消された。ベンジャミンは、ビデオゲーム「不死鳥の騎士団」用のサウンド・クリップを録音した。
サッカー選手であるセオ・ウォルコットの家族が本作にカメオ出演している。デヴィッド・イェーツ監督はテオの叔母であるイヴォンヌ・ウォルコットのパートナーであることから、この映画に出演することになった。セオ自身も家族と一緒に出演する予定だったが、アーセナル・フットボール・クラブとの契約のため辞退を余儀なくされた。

### 美術デザイン
第1作から第4作までの美術デザインを担当したスチュアート・クレイグが美術デザイナーとして復帰した。本作には、注目に値する新しいセットが多数あった。魔法省のアトリウムは長さ200フィート以上あり、これまでの「ポッター」映画シリーズ用に作られたセットで最大、かつ最も高価なものとなった。クレイグのデザインは初期のロンドン地下鉄の駅から発想を得ており、「古典建築を再現しようとしましたが、セラミックタイルを使いました」と言い、またロンドンのトッテナム・コート・ロードにあるバーガーキングでは、「まさに時代を象徴する素晴らしいヴィクトリア朝の外観がありました」と述べた。『グリモールド・プレイス12番地』のセットには、壁3面に広がるブラック家の家系図を描いたタペストリーがある。プロデューサーがローリングに、それぞれの詳しい名前と誕生年を見せたいと伝えたところ、彼女は家系図全体をファックスで送ってきた。「予言の間」のセットは、完全にデジタルで構築された。そこで行われる戦闘中に、予言は地面に落ちて壊れる。これが実際の物理的なセットだったなら、作り直しに数週間を要しただろう。
『炎のゴブレット』でイゴール・カルカロフの裁判の場面で使われたセットは、本作ではハリーの裁判のために、対称性を守りながら2倍に拡大された。新任のドローレス・アンブリッジ教授は、2作目から4作目まで登場した教室で教えているが、前任者たちとは大きく異なるオフィスに居る。そのセットは「ふわふわしたピンクの金線細工」が施され、また多くの平皿には撮影後の編集作業でアニメーションの動く子猫が描かれた。この平皿に使用する子猫の写真と動画を撮影するために、24時間の撮影が行われた。アンブリッジがハリーに一筆を書かせるために渡す羽ペンは、美術デザイナーがデザインした。

### 撮影

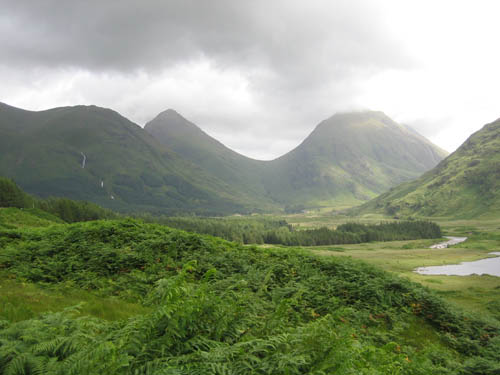
空撮と背景撮影はスコットランドのグレン・エティブで行われた

『不死鳥の騎士団』のリハーサルは2006年1月27日に始まり、主要撮影は2006年2月7日に始まり2006年12月初旬に終えた。撮影はラドクリフがA/Sレベルを、ワトソンが中等教育修了一般資格を受験するために、2006年5月から2ヶ月間中断された。報道によると、この映画の予算は7500万ポンドから1億ポンド（1億5000万米ドルから2億米ドル）とのことである。シリーズの他の映画で最も予算が大きいのは、『炎のゴブレット』の制作にかかった7500万ポンドだった。制作者たちはイギリス外での撮影を模索したが、大広間、プリベット通り、およびグリモールド・プレイス12番地など室内の場面の多くについて、再びワトフォードのリーブスデン・スタジオが撮影場所となった。
イギリスのロケ地には、不死鳥の騎士団がグリモールド・プレイス12番地に飛来し、ダンブルドア軍団が魔法省に飛来する、テムズ川が含まれる。またこの連続した場面には、ロンドン・アイ、カナリー・ワーフ、ビッグ・ベン、バッキンガム宮殿、ベルファストなどのランドマークも映っている。9と¾番線の撮影は、これまでと同様にキングス・クロス駅で行われた。スコットランドヤード近くの赤い電話ボックスがハリーとアーサー・ウィーズリーが魔法省に出頭する場面で使われ、2006年10月22日にはスタッフはウェストミンスター駅を閉鎖し、魔法省でのハリーの裁判のため彼と同行するアーサー・ウィーズリーの撮影ができるようにした。その他の場面はオックスフォードとその周辺、特に近くのウッドストックにあるブレナム宮殿で撮影された。
グレンフィナンでは、過去の作品と同様に、ホグワーツ特急が高架橋を渡る。空中の場面はグレン・コー、クラチャイグ・ガリー、グレン・エティブで撮影されたが、撮影当時スコットランドでも数少ない雪のない場所の1つで、背景として理想的だった。
監督のデヴィッド・イェーツは、『不死鳥の騎士団』について当初3時間の映画として撮影していたとインタビューで述べている。しかし45分も長すぎたため、最終的な編集で一部の場面をカットしなければならなかった。そのため、様々な場面で使われたいくつかのロケ地は、本作の最終カットには登場しない。バージニア・ウォーターでは、マクゴナガル教授が失神呪文から回復する場面が撮影され、バーナム・ビーチズは、ハグリッドが5年生の魔法生物飼育学の授業でセストラルを紹介する場面の撮影で使われた。カットされた別の場面で、ハリーはグレンフィナンにあるグレンフィナン・モニュメントの前で石を飛ばしている。

### 視覚効果
この映画は1,400を超える視覚効果ショットが必要であり、ロンドンのダブル・ネガティブ社が950以上のショットを制作した。2005年9月から6ヶ月間、事前映像化（プリビジュアライゼーション）に取り組んだダブル・ネガティブは、「必要の部屋」「禁じられた森」「予言の間」および「死の間」のシークエンスに大きな役割を果たした。
この映画の新しいキャラクター、ハグリッドの巨人の異父弟グロウプは、イメージ・メトリクス社が開発したSoul Capturingと呼ばれる新技術によって実現した。キャラクターを一から作るのではなく、俳優のトニー・モーズリーの動きや表情を使って、グロウプの振る舞いをモデル化した。

### 音楽およびサウンドトラック
ニコラス・フーパーは、第1作から第3作までを作曲したジョン・ウィリアムズ、また第4作を作曲したパトリック・ドイルに続いて、本作のサウンドトラックの作曲を担当した。新しい楽譜には、フーパーは、元々第1作のためにウィリアムズが作曲し以降の全作品で使用されている、シリーズのテーマ「ヘドウィグのテーマ」（en:Hedwig's Theme）のバリエーションを取り入れている。2007年3月から4月にかけて、フーパーとロンドン室内管弦楽団は、ロンドンのアビー・ロード・スタジオで2時間近い録音を行った。映画や原作と同様に、この曲もシリーズのこれまでの作品より暗くできている。それを際立てるため、2つの新しいメインテーマは、邪悪な新しい登場人物であるドローレス・アンブリッジと、ハリーの心を侵食するヴォルデモート卿を反映している。より深みのある音にするためパーカッションには和太鼓を使用した。このサウンドトラックは、映画公開前夜の2007年7月10日にワーナー・レコードより発売された。この作品への参加により、フーパーはワールド・サウンドトラック・ディスカバリー・アワードにノミネートされた。予告編では、X-Ray Dogの「Divine Crusade」とPfeifer Broz. Musicの「DNA Reactor」が大きく取り上げられている。
またこの映画では、グリフィンドール寮の談話室の場面でジ・オーディナリー・ボーイズの「Boys Will Be Boys」という曲も流された（31分35秒あたり）。ルパート・グリントによると、デヴィッド・イェーツは、談話室により「カジュアル」な雰囲気を作り出すためにこの曲を使ったという。

## 公開

### マーケティング
最初の予告編はまた別のワーナー・ブラザース作品である『ハッピー フィート』と併せて2006年11月17日に公開された。また「ハッピー フィート」のウェブサイトで2006年11月20日にオンラインで公開された。国際版の予告編は2007年4月22日 14:00(UTC)にオンラインで初公開された。2007年5月4日、アメリカ版予告編が『スパイダーマン3』の前に上映された。
ハリーがハーマイオニー・グレンジャーを含む6人のクラスメートを伴う3種類のポスターがインターネットで公開され、メディアにより幾ばくかの論争が引き起こされた。1つはIMAX版の公開を宣伝するものだったが、それらは基本的には同じ絵だった。あるポスターでは、エマ・ワトソン演じるハーマイオニーの横姿について、胸の輪郭が強調され、より女性らしいラインに描かれていた。著名なファンサイト「The Leaky Cauldron」のWeb管理者メリッサ・アネリはリンク先のように書いている。
英国EA社により設計されたビデオゲーム版は2007年6月25日に発売され、EAモバイル社によるモバイルゲーム『Harry Potter: Mastering Magic』も発売された。レゴ社はホグワーツの模型1セットだけを制作し、これはこれまでの映画で最も少ないセット数だった。ネカが一連のアクションフィギュアを制作し、またCorgi International傘下のPopCo Entertainment社がより多くの小型フィギュアの数々を制作した。

### 劇場公開
この映画は、従来型の劇場とIMAXで同時公開された、3作目の『ハリー・ポッター』映画である。IMAXでの公開では、映画全体を2Dで、最後の20分を3Dで上映した。2007年3月のワーナー・ブラザースによる試算によると、本作は夏の間に1万を超える劇場のスクリーンで公開される予定だった。
本作の試写は2007年3月よりシカゴ地域で始まった。日本での試写会では、ワーナー・ブラザースは警備員に通路を巡回させて、携帯電話のカメラや小型の録音機器を探すなど、盗撮防止のための厳重な警備体制のもとで行われた。2007年6月28日、東京でワールド・プレミアが開催された。MySpaceのユーザーは、オンライン・プロフィールのコピーを持参すれば、2007年6月28日に全米8都市で行われた覆面試写会に無料で入場できた。イギリスでのプレミア上映は、2007年7月3日にロンドンのオデオン・レスター・スクウェアで開催され、その際に原作者のJ・K・ローリングが公の場に姿を現した。アメリカでのプレミア上映は、7月8日にロサンゼルスで開催された。プレミア上映のあと、本シリーズの3人の若きスター、ラドクリフ、グリント、およびワトソンの手形、足形、そして「魔法の杖の形」をグローマンズ・チャイニーズ・シアター前のセメントに刻む式典が開催された。
当初、ワーナー・ブラザースはオーストラリアでの公開日を、ほかの大多数の公開日から2ヶ月近く遅い、2007年9月6日に設定した。しかし、2,000人の署名を集めた請願を含むオーストラリアの人々からの苦情のあと、前述の公開日は取り消され2007年7月11日にされた。イギリスでの公開日も7月13日から12日へ、またアメリカでの公開日も7月13日から11日に繰り上げられた。
原作がシリーズ最長（700ページ以上）であるにもかかわらず、映画は138分（2時間18分）と、シリーズ中2番目に短い。

### 映像ソフト
DVDには、追加シーン、ニンファドーラ・トンクス役のナタリア・テナの1日を紹介する特集、映画と原作に関するA&Eドキュメンタリー、「不死鳥の騎士団」での映画編集の特集が収録された。DVD-ROMには、年表や次作『ハリー・ポッターと謎のプリンス』（2009年）の予告が収録されている。HD DVDとブルーレイには、ダンブルドア軍団のメンバーが映画制作中のお気に入りの瞬間を共有する「インムービー・エクスペリエンス」解説や、映画のある場面がどのように作られたのか紹介する「フォーカスポイント」特集などの追加特典が収録されている。HD DVDには、HD DVDの所有者がインターネットを介して一緒に映画を見ることができるようになる、「コミュニティ・スクリーニング」（コミュニティ上映）と呼ばれる専用機能も含まれている。『不死鳥の騎士団』は、2007年のベストセラーDVDの第7位で、1,014万枚を記録した。HD DVDの合計販売枚数は179,500枚で、ブルーレイ版の販売枚数の方が多かった。
また、DVDの3枚目には、映画のセットの舞台裏を紹介する特典があった。これは、ターゲット限定なので、ターゲット店舗（カナダではフューチャーショップ）で購入した場合のみ入手できる。そのパッケージには、パソコンのWindows Media Playerで再生できる、映画のDigital copyを有効化する1回限りのコードが含まれていた。このDigital copyはAppleのMacやiPodでは再生できない。この問題は部分的に解決され、アメリカではできなかったが、イギリスではiTunes Storeで映画が配信されるようになった。
日本ではワーナー・ブラザース・ホームエンターテイメントよりブルーレイ、DVDが発売。
- ハリー・ポッターと不死鳥の騎士団 期間限定生産版（DVD1枚組、2007年11月21日発売）
- ハリー・ポッターと不死鳥の騎士団 特別版（DVD3枚組、2007年11月21日発売）
- 【初回限定生産】ハリー・ポッター 第1章〜第5章 プレミアム・ボックス（DVD12枚組、2007年11月21日発売）
- ハリー・ポッターと不死鳥の騎士団 ブルーレイ（1枚組）
- 【初回限定生産】ハリー・ポッター 第1章〜第5章 Blu-rayお買い得パック（ブルーレイ5枚組、2008年12月17日発売）
- ハリー・ポッターと不死鳥の騎士団 コレクターズ・エディション（Blu-ray版：2枚組、DVD版：3枚組、2016年5月11日発売）
- ハリー・ポッターと不死鳥の騎士団 〈4K ULTRA HD&ブルーレイセット〉（3枚組、2017年4月19日発売）

## 評判

### 興行成績
この映画は、全世界での公開5日間の興行収入が3億3,300万ドルとなり、歴代14位の開演となった。アメリカでは、オンラインチケット販売サイト「ファンダンゴ」で販売された数百枚の深夜上映のチケットが完売し、同サイトの週間チケット販売の約90%を占めた。北米では、7月11日未明に2,311回の深夜上映から1,200万ドルを売り上げ、「これまでで最も成功した深夜上映映画」となった。一晩の収益では、『不死鳥の騎士団』は、当日の4時間前に封切られた『パイレーツ・オブ・カリビアン/ワールド・エンド』に次ぐものとなっている。2010年7月に漏洩した映画会社の文書で、本作はワーナー・ブラザースにとって約1億6700万ドルの「損失」であることが明らかにされた。
北米では、『不死鳥の騎士団』は水曜日の午前0時以降の上映でさらに3,220万ドルの収益を生み、4,285館から合計4,420万ドルの収益は、水曜日1日の興行収入として史上最大を記録した。その金額は、2004年以降、2009年に『トランスフォーマー/リベンジ』に6,200万ドルで破られるまで、水曜日に4040万ドルという記録を保持していたソニー・ピクチャーズ_エンタテインメントの『スパイダーマン2』を超えた。また当時、『パイレーツ・オブ・カリビアン/ワールド・エンド』の4,290万ドルを凌ぎ、史上5番目の初日興行収入を記録した映画だった。記録的な91のIMAXスクリーンから190万ドルの収益を生み、『スパイダーマン3』の180万ドルに勝ち、曜日を問わずIMAXのそれまでで最高の初日興行収入を記録した。イギリスでも同様の結果となった。この映画は初動の4日間で1650万ポンドを稼ぎだし、公開初日から4日間の週末興行成績としてイギリス史上最大の記録を破った。
『不死鳥の騎士団』の興行収入は北米で2億9240万ドルで、これらの地域で2007年の5番目に高い興行成績を上げた映画であり、またイギリスでは4920万ポンド（1億140万ドル）であった。国際的には、海外で歴代7位の興行成績である6億4,800万ドルを記録し、全世界で累計9億4,200万ドルに上り、『パイレーツ・オブ・カリビアン/ワールド・エンド』の興行成績9億6,000万ドルに迫る2007年第2位の興行成績となった。それは当時史上6番目に高い興行成績を上げた映画であり、全世界で2番目に高い興行収入を上げた『ハリー・ポッター』映画であり、また9億ドルを突破した2作目の『ハリー・ポッター』映画であり、そして『ハリー・ポッターと死の秘宝 PART2』の13億4100万ドル、『ハリー・ポッターと賢者の石』9億7400万ドル、『ハリー・ポッターと死の秘宝 PART1』の9億6000万ドルに次ぐ、シリーズ4番目に高い興行成績の『ハリー・ポッター』映画となり、オーストラリアとイギリスでは2007年の最高興行成績作品である。IMAXコーポレーションとワーナー・ブラザース映画は、この映画が全世界のIMAXスクリーンで3500万ドル以上を稼ぎ、スクリーンあたりの平均で24万3000ドルという、IMAXの実写映画公開作品として史上最高の収益となったことを発表した。南アフリカでは87館で上映され、944,082.00ドルで1位で開演した。

### 批評家の反応

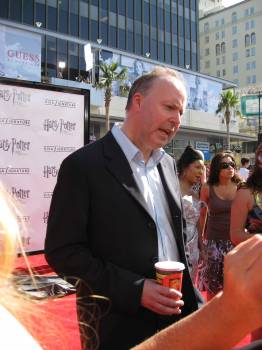
2007年7月、『不死鳥の騎士団』のハリウッド・プレミアでのデヴィッド・イェーツ。イェーツはテレビから主流の映画への移行が特に称賛された。『不死鳥の騎士団』以前に長編映画を監督したことがなかった。

レビュー収集サイトのRotten Tomatoesでは、この映画は257件のレビューを基に77%の支持を得ており、平均評価は6.9/10となっている。このサイトの『批評家の総意（CRITICS CONSENSUS）』では、「最長の『ハリー・ポッター』本を、最短の『ハリー・ポッター』映画に縮小改編するのは容易ではないが、デヴィッド・イェーツ監督は素晴らしい仕事を行い、面白くアクション満載の『不死鳥の騎士団』を創り上げた」と解釈している。Metacriticでは、本作は37人の批評家を基に100点満点中71点を出しており、「概ね好意的な評価（generally favourable reviews）」を示している。CinemaScoreによる調査では、観客は本作にA+からFの評価基準で平均「A-」を与えた。
ロジャー・イーバートは、「ハリーはもう多くの喜びはない」と、この映画に4つ星のうちの星2.5をつけた。デイリー・テレグラフ紙のCharles Frederickによるレビューは、「ポッター映画はこれまでで最高で最も暗い」という大見出しを付けられた。ニューヨーク・デイリーニューズ紙のColin Bertramは、この映画に4つ星のうちの星4つをつけ、これまでで最高の「ポッター」映画と呼び、「熱狂的なポッターマニアは、イェーツがJ.K.ローリングの広大な世界を丁寧に、また敬意を持って本質を抜き出したことに喜ぶだろう」と書いた。サンデー・ミラー紙のMark Adamsは、5つ星のうちの星4つをつけると同時に、「暗黒の美味の喜び（であり）必見の映画」とみなした。マイアミ・ヘラルド紙のRene Rodriguezは、この映画に4つ星のうちの星3つをつけ、この映画は「まもなく始まる7シリーズの最初の作品であり、お金を生むハリー・ポッターのブランド名を利用した新手の単なるスピンオフ作品には見えない。それどころか、『不死鳥』は本物の『映画』だと感じる」と書いている。
ドローレス・アンブリッジ役のイメルダ・スタウントンとベラトリックス・レストレンジ役のヘレナ・ボナム＝カーターの演技は広く称賛され、スタウントンはガーディアン紙には「主役を食うところだった」、バラエティ誌には「完璧な配役」「この映画の最大の満足の1つ」と評された。ボナム＝カーターは、タイムズ紙から「輝いているが、十分に活用されていない才能」と言われた。バラエティ誌は、アラン・リックマンが演じたセブルス・スネイプの描写をさらに称賛し、彼は「新しい境地に達したかもしれない、彼がここでするより少ない出番でこれ以上活躍する役者はめったにいない」と書いている。ルーナ・ラブグッドを演じた新人のイヴァナ・リンチも、彼女を「心を虜にする」と断言したニューヨーク・タイムズ紙を含む多くの批評家からと良い評判を得た。
ローリング・ストーン誌のピーター・トラヴァースも、3人の主演俳優の功績を称え、特にラドクリフについては「この映画の楽しみのひとつは、ダニエル・ラドクリフが驚くほどハリーという役にはまっていく姿を見ることです。彼は役柄とハリーの悪夢を深く掘り下げている。優しさから恐れまですべての基礎に触れる素晴らしい演技です」と称えた。ローリング・ストーン誌のレビューでも、本作は第1作と第2作の「弱虫な印象」が消え、第3作と第4作の「興奮と余韻」から「ハードルを上げた」ことで、シリーズの前4作より良いと分類された。ローリング・ストーン誌のピーター・トラヴァースは、この映画を「ハリーの信者でなくとも夢中にさせる笑いとイライラと元気がある、これまでのシリーズの中で最高傑作である」とみなした。
タイムズ紙（ロンドン）のLeo Lewisは、3人の主演俳優がそれぞれの役柄の感情面を十分に表現できず、作品を損なわせたことに失望を表明した。サンフランシスコ・クロニクル紙は、ハリーが校外で魔法を使ったことで懲戒尋問にかけられ退学の危機にさらされるが無罪放免となる、本作の最初の20分は話が前に進まないと、「ひどい」ストーリーについて不満を表した。ハリウッド・リポーター誌のKirk Honeycuttは、『不死鳥の騎士団』は「これまでの（シリーズの）中でおそらく最も面白くない作品」であり、「いくつかの目を引く瞬間」はあるものの、「魔法、つまり映画の魔法、はほとんど見当たらない」と書いている。このレビューではまた、ヘレナ・ボナム＝カーター、マギー・スミス、エマ・トンプソン、デヴィッド・シューリス、リチャード・グリフィス、ジュリー・ウォルターズの登場が短いことに言及し、「選び抜かれた英国俳優陣」がもったいないと批判した。

### 受賞歴
『不死鳥の騎士団』は公開前に2007年MTVムービー・アワードの「まだ観ていない最高の夏映画」という新しい部門にノミネートされた。2007年8月26日、本作はティーン・チョイス・アワードの「夏映画 - ドラマ/アクション・アドベンチャー賞」を獲得した。
また本作は、スパイクTV主催の2007年スクリーム賞で、「アルティメット・スクリーム賞（究極に面白い）」「最優秀ファンタジー映画賞」「最優秀続編賞」の各部門にノミネートされた。ダニエル・ラドクリフは、「ファンタジー・ヒーロー」部門にノミネートされた。本作は「最優秀続編賞」を獲得し、レイフ・ファインズは「最も卑劣な悪役賞」を獲得した。本作は、第1回ITV ナショナル・ムービー・アワードで、「最優秀ファミリー映画賞」、ラドクリフの「主演男優賞」、エマ・ワトソンの「主演女優賞」の3冠を達成した。本作は2007年ハリウッド・ムービー・オブ・ザ・イヤーにノミネートされた10作品のうちの1つである。また、放送映画批評家協会賞の「最優秀実写ファミリー映画賞」にノミネートされ、2007年ピープルズ・チョイス・アワードの「お気に入りのドラマ映画賞」を獲得した。また、エンパイア誌主催の第13回エンパイア賞では、「作品賞」を含む6部門にノミネートされ、デヴィッド・イェーツが「監督賞」を獲得した。その後、イェーツは『不死鳥の騎士団』を含む『ハリー・ポッター』4作品でBAFTAブリタニア賞の「芸術的優秀監督賞」を受賞した。
ニコラス・フーパーは、本作の音楽で｢ワールド・サウンドトラック・ディスカバリー賞｣にノミネートされた。イメルダ・スタウントンは、ロンドン映画批評家協会賞の「英国助演女優」部門にノミネートされた。2008年の英国アカデミー賞では、「プロダクション・デザイン賞」と「視覚効果賞」にノミネートされた。また『不死鳥の騎士団』は、米国美術監督組合賞と米国衣装デザイナー組合賞にもノミネートされ、6つのノミネートのうち視覚効果協会による「映画における傑出した特殊効果」賞を受賞した。
英国アカデミー児童映画賞（英国映画テレビ芸術アカデミー主催）は2007年の長編映画賞に『不死鳥の騎士団』をノミネートし、ヒューゴー賞は2008年の「映像部門（長編部門）」にノミネートした。

## テレビ放映
| 回数 | 放送局     | 放送枠                                                                | 放送日         | 放送時間      | 放送分数 | 平均世帯 視聴率 | 備考 |
| ---- | ---------- | --------------------------------------------------------------------- | -------------- | ------------- | -------- | --------------- | --- |
| 1    | 日本テレビ | 金曜ロードショー（第1期） →金曜ロードSHOW! →金曜ロードショー（第2期） | 2009年7月17日  | 21:00 - 23:39 | 159分    | 20.5%           | 地上波初放送 45分拡大                                                                                            |
| 2    | 日本テレビ | 金曜ロードショー（第1期） →金曜ロードSHOW! →金曜ロードショー（第2期） | 2010年11月19日 | 20:00 - 22:54 | 174分    | 14.5%           | 60分拡大、60分繰上げ                                                                                             |
| 3    | 日本テレビ | 金曜ロードショー（第1期） →金曜ロードSHOW! →金曜ロードショー（第2期） | 2013年8月23日  | 21:00 - 23:29 | 149分    | 14.4%           | 35分拡大 |
| 4    | 日本テレビ | 金曜ロードショー（第1期） →金曜ロードSHOW! →金曜ロードショー（第2期） | 2017年11月3日  | 21:00 - 23:24 | 144分    | 10.3%           | 30分拡大 |
| 5    | 日本テレビ | 金曜ロードショー（第1期） →金曜ロードSHOW! →金曜ロードショー（第2期） | 2021年12月3日  | 21:00 - 23:24 | 144分    | 9.0%            | 30分拡大 ハリーポッターシリーズ映画化20周年記念                                                                  |
| 6    | TBS        | （なし）                                                              | 2023年7月1日   | 19:00 - 21:54 | 174分    | 4.5%            | 初のTBS放送 関東・東海地区では18:51 - 19:00に事前番組『もうすぐハリー・ポッター』を別途放送 応援大使：バナナマン |

- 視聴率はビデオリサーチ調べ、関東地区・世帯・リアルタイム。